# واگار
واگار (به لاتین: Vágar) یک جزیرهٔ مسکونی در جزایر فارو است. واگار ۱۷۶ کیلومتر مربع مساحت و ۳٫۳۶۷ نفر جمعیت دارد.